# Paralichthys isosceles
Paralichthys isosceles är en fiskart som beskrevs av Jordan, 1891. Paralichthys isosceles ingår i släktet Paralichthys och familjen Paralichthyidae. Inga underarter finns listade i Catalogue of Life.